# プレシオサ
プレシオサ（Preciosa）は、1948年にチェコ共和国のヤブロネツ・ナド・ニソウ市に7つのガラス製造会社によって設立されたクリスタル・ガラス製造会社。

## 概要
ボヘミアクリスタルを製造するプレシオサ社は、チェコで一番有名な高品質クリスタルジュエリーとオブジェを作る会社である。現在は5000人の社員がこのクリスタル商品を製造するためにプレシオサ社に勤務している。
独自の製法と加工法によるカッティング技術、クリスタル・ガラスといった製造技術を生かし、最近ではラインストーンをはじめ、ビーズ・ペンダントトップ・ボタンといったアクセサリー製品の製造も行っている。

## 歴史
1376年にヴィソケ・ナド・イゼロウ市（チェコ語：Vysoké nad Jizerou）にガラス工芸の窯が発明される。1548年にムシェノ・ナド・ニソウ市（チェコ語：Mšeno nad Nisou）職人らが資材を持ち寄って最初のガラス工場を作る。1711年にプレシオサ社の伝統と遺産のルーツであるボヘミアンクリスタルの誕生。ガラス職人のFiser 兄弟が、ガラスのカッティング・磨き上げの技術を北ボヘミアに持ち込んだ。1724年にカメニツキー・シェノフ市に隣接するプラーヘン市（チェコ語：Prácheň) にて、プレシオサ社の始まりとなる、クリスタル製シャンデリアの大量生産と輸出を目的とした最初の工場が出来上がる。1725年にチェコのシャンデリアは、フランスの王、ルイ15世に注文を受け、ヴェルサイユ宮殿やフォンテーヌブロー宮殿に使用されているほか、オスマン帝国国王3世、ロシアのエリザヴェータ女王らが注文したと伝えられている。1743に年チェコのガラス工芸者たちは、マリア・テレジアの戴冠式に不朽の名作を贈呈した。1760年にジゼラ山で製造されたボヘミアンクリスタル製のジュエリーやガラスが世界に向けて販売されるようになる。1905年オーストリアの皇帝であり、ボヘミアの王であったフランツ・ヨーゼフがガラス職人の街ヤブロネツ・ナド・ニソウ市に公式訪問した。1918年に石のカッティング、研磨技術や、ビーズ、シャンデリア装飾といった分野にも進出。1945年にえ7つの主要ガラス工場が戦略的提携を結び、プレシオサ・グループが結成される。
1990年にプレシオサ・グループにPreciosa Chandeliers, Ltdが創設される。1994年にプレシオサ・グループ第3番目の企業、Preciosa Figurky s.r.o. が創設される。

## ブランド
プレシオサという言葉は、「貴重な、まれな、上品な」を意味するラテン語の形容詞preciousに由来する。

## 特徴

### プレシオサ・クリスタル
プレシオサ・クリスタル・ガラスは、通常のクリスタル・ガラス（酸化鉛 (PbO) の含有量比は約24%）に比べ、酸化鉛が最低30%と多くなっている。そのため、通常のクリスタル（透明）カット製品でも、光の反射加減により虹色に見えることがある。

### 特殊加工
プレシオサには、カット技術の他にクリスタル表面に行う特殊加工技術がある。
- AB（Aurora Borealis）
- ABジェット（Aurora Borealis Jet）
- ベルベット
- ブロンド・フレア
- モンテカルロ
- カプリー・ゴールド
- ヴィトレイルライト
- ヴィトレイミディアム
- ヴィトレイグリーン
- サハラ
- バミューダ・ブルー
- ブルー・フレア
- シルバー・フレア
- ヘマタイト
- マット・フィニッシュ

他、多数

### プレシオサで使われているカラー
1)白・黒系
- クリスタル
- シャドークリスタル
- チョークホワイト
- ホワイトアラバスター
- ジェット
- ブラックダイヤ
- モリオン
- ホワイトオパール
- クリスタルシルバーシェード
- ライトグレーオパール

2)茶・黄系
- スモーキークォーツ
- コロラドトパーズ
- セイロントパーズ
- スモークトパーズ
- トパーズ
- ライム
- シトリン
- ジョンキル
- ライトコロラドトパーズ
- ライトスモークトパーズ
- ライトトパーズ
- ブラウンライトコロラドトパーズ
- モカ
- サンドオパール

3)赤系
- シャム
- レッドトパーズ
- サン
- ヒヤシンス
- インディアンレッド
- パパラチア
- ガーネット
- バーガンディ
- ルビー
- ロサリン
- ライトシャム
- ヒヤシンス
- ファイヤーオパール
- ダークレッドコーラル

4)ピンク系
- ローズ
- ローズアラバスター
- ライトローズ
- フューシャ
- ルビー
- ライトピーチ
- シルク
- ヴィンテージローズ
- ローズウォーターオパール
- インディアンピンク

5)紫系
- タンザナイト
- アメジスト
- ライラック
- バイオレット
- ラベンダー
- ライトアメジスト
- バイオレットオパール
- パープルベルベッド
- ライトタンザナイト

6)青系
- サファイア
- アクアマリン
- コバルト
- ライトアゾレ
- インディゴライト
- ターコイズ
- モンタナ
- カプリブルー
- ブルージルコン
- ライトサファイア
- ミディアムサファイア
- カリビアンオパールブルー
- ダークインディゴ

7)緑系
- エメラルド
- トルマリン
- オリバイン
- ペリドット
- クリソライト
- エリナイト
- カーキ
- グリーントルマリン
- ミディアムエメラルド
- パシフィックオパール
- ライトエメラルド
- ライム
- オリーブ
- ライトオリーブ
- カンタロープ
- ミントアラバスター
- パレスグリーンオパール

他、多数

## 社会活動
プレシオサ社は、国際スキー連盟が主催した2009年ノルディックスキー世界選手権（リベレツ市）の公式パートナーであり、大会において勝者に与えられるクリスタル製のトロフィーのデザインと製作を請け負っている。